# Igreja Nossa Senhora da Guia (Cuiabá)
Igreja Nossa Senhora da Guia é um bem tombado localizado no município de Cuiabá, no Mato Grosso.
A Igreja Nossa Senhora da Guia fica situada no distrito da Guia a aproximadamente 30 km da capital e o nome de Nossa Senhora da Guia é litúrgico e origina-se do fato de ter a Virgem Maria guiada Jesus durante sua infância e juventude. O templo foi erguido no início do século XIX. Acredita-se que a antiga capela tenha sido construída de pau-a-pique. Seu interior é extremamente rústico, com paredes caiadas de branco, o telhado comum de duas águas, coberto com telhas portuguesas, muito simples.
Uma das versões sobre o nascimento da comunidade é a do soldado Iguatemy que levou a santa escondida em baixo da farda durante sua fuga, e para erguer uma capela para ela, pediu esmolas as que ali passavam.
Foi tombada como patrimônio histórico e cultural de Mato Grosso em 9 de setembro de 2003.